# Битва при Апамее
Битва при Апамее — одно из сражений арабо-византийских войн, произошедшее 19 июля 998 года между армиями Фатимидского халифата и Византийской империи.
Византийский наместник Антиохии Дамиан Далассин попытался занять Апамею. Фатимидская армия под командованием Джейша ибн Самсамы пришла на помощь городу. В последовавшей битве византийцы одержали победу, но в разгар боя курдский всадник убил Далассина, после чего греки обратились в бегство. Их потери составили от 5 до 10 тысяч человек убитыми.

## Предыстория
В сентябре 994 года Михаил Вурца, византийский дука Антиохии и северной Сирии, потерпел тяжёлое поражение от фатимидского военачальника Манджутакина. Благодаря этой победе арабам удалось закрепиться в Сирии, что стало угрозой для вассального Византии эмирата Хамданидов в Алеппо. Чтобы предотвратить его падение, сам император Василий II вмешался в конфликт в регионе и заставил Манджутакина отступить в Дамаск. После захвата Шайзары, Хомса и Рафанеи и постройки новой крепости в Тартусе император уехал в столицу, назначив новым дукой Антиохии Дамиана Далассина.
Далассин продолжил агрессивную политику своих предшественников. В 996 году его войска совершили набег на окрестности Триполи и Арки; Манджутакин осадил Алеппо и Антарт, но был вынужден отступить, когда Далассин привёл на помощь этим городам свои основные силы. В следующем году Далассин повторил набеги на Триполи, Рафанею, Авадж и Эль-Лакбу, захватив последнюю. В то же время жители Тира во главе с моряком по имени Аллака подняли восстание против Фатимидов и попросили помощи у Византии; южнее, в Палестине, лидер бедуинов Муфарридж ибн Дагфаль напал на Рамлу.

## Осада Апамеи и фатимидская помощь
В начале лета 998 года до Далассина дошли новости о том, что в Апамее вспыхнул огромный пожар, уничтоживший бо́льшую часть городских запасов провианта. В связи с этим он двинулся к городу. Хамданиды тоже попытались захватить Апамею и прибыли туда первыми, но отступили при приближении Далассина, который не мог позволить усилиться вассалу империи и намеревался захватить город для императора. Хотя формально они были союзниками и подчинёнными византийцев, но Хамданиды, охваченные страхом, обратились в бегство, оставив припасы и оружие гарнизону города. Последующие события описаны в сочинениях многих авторов, в частности у Иоанна Скилицы и у христианского арабского летописца Яхьи Антиохийского. О событии также писал армянский историк Степанос Таронеци. Сохранились и арабские отчёты, очевидно, основанные на работах историка XI века Хилала ас-Саби. Также подробное описание содержится и в труде Ибн аль-Каланиси.
Наместник Апамеи аль-Малаити обратился за помощью к Фатимидам. Согласно Ибн аль-Каланиси, евнух-регент Барджаван назначил командующим армией и правителем Дамаска Джейша ибн Самсаму, передав ему в распоряжение тысячу кавалеристов-калбитов. Но прежде чем вступить в схватку с византийцами, Фатимидам пришлось столкнуться с восстанием в Тире и восстанием Ибн аль-Джарры. Византийцы попытались помочь осаждённым в Тире мятежникам, отправив флот, но он был отброшен Фатимидами, а в июне город пал. Вскоре было подавлено и восстание Ибн аль-Джарры, после чего Джейш вернулся в Дамаск, где потратил три дня на сбор сил для похода в Аламею. Там к нему присоединились добровольцы в количестве в 10 000 человек. Согласно Скилице, в состав армии входили отряды из Триполи, Бейрута, Тира и Дамаска. Тем временем осада довела жителей и гарнизон Апамеи до страшного голода. Они были вынуждены есть мёртвых собак, трупы которых выкупали за 25 серебряных дирхамов (или два золотых динара, согласно Абу-ль-Фараджу).

## Ход битвы
Две армии встретились 19 июля на большой равнине аль-Мудик, окружённой горами и расположенной у озера Апамея. Согласно Ибн аль-Каланиси, левым крылом армии Фатимидов командовал Майсур Славянин, наместник Триполи; центр, где располагалась дейлемитская пехота и армейский обоз, находился под командованием Бадр аль-Аттара; правым флангом командовали Джейш ибн Самсама и Вахид аль-Хилали. Византийцы нанесли удар первыми и заставили армию Фатимидов обратиться в бегство, убив при этом около 2000 человек и захватив обоз. Только 500 гулямов под командованием Бишара Ихшидида оставались непоколебимы. При этом кавалеристы-килабиты отказались от сражения, принявшись грабить обоз. В этот момент курдский всадник, которого Ибн аль-Асир называл Абуль-Хаджар Ахмад ибн ад-Дахак аль-Салил, а византийские историки — Бар Кефа, двинулся по направлению к Далассину, который был рядом со своим боевым штандартом на высоте в сопровождении двух сыновей и десяти телохранителей. Полагая, что битва выиграна и курд хочет сдаться, Далассин не принял никаких мер предосторожности. Подойдя к византийскому военачальнику, он внезапно бросился в атаку. Далассин поднял руку, чтобы защитить себя, но курд успел направить на него своё копьё, и этот удар колющим оружием пробил доспех и оказался для командующего смертельным.
Смерть Далассина изменила ход битвы: войска Фатимидов воспрянули духом и с криком «Враг Бога мёртв!» атаковали византийцев, которые обратились в паническое бегство. Гарнизон Аламеи вышел из города и принял участие в преследовании и завершении разгрома. Оценки византийских потерь в битве существенно разнятся: Аль-Макризи упоминает 5000 убитых, Яхья Антиохийский — 6000, а Ибн аль-Каланиси утверждает, что в сражении погибло 10 000 человек. Большинство оставшихся в живых византийцев (2000 человек согласно Ибн аль-Каланиси) были взяты в плен Фатимидами. Среди них были несколько высокопоставленных военачальников, в том числе грузинский патрикий Чортованел, племянник Торнике Эристави, а также два сына Далассина, Константин и Феофилакт, которых Джайш ибн Самсама в дальнейшем выкупил за 6000 динаров, и последующие годы они провели в рабстве в Каире. Степанос Таронеци даёт несколько иной отчёт о битве, согласно которому победившие византийцы были удивлены нападением перегруппировавшихся Фатимидов на их лагерь. Согласно Таронеци, именно тогда были убиты военачальник вместе с одним из своих сыновей и прочими знатными воинами, в то время как второго взяли в плен. Но эту версию современные историки считают недостоверной.

## Последствия
Поражение и смерть Далассина вынудили Василия II лично возглавить ещё одну сирийскую кампанию в следующем году. Прибыв в середине сентября, армия императора похоронила павших на поле Апамеи бойцов, а затем захватила Шайзар, разграбила крепости Масиаф и Рафания, сожгла Арку и совершила набег на окрестности Баальбека, Бейрута, Триполи и Джубейля. В середине декабря Василий вернулся в Антиохию, где назначил Никифора Урана дукой. При этом сам Никифор называл себя «властителем Востока», из чего можно сделать вывод, что он, вероятно, обладал более широкими полномочиями, властвуя над всей территорией на восточной границе империи. В 1001 году Василий II заключил десятилетнее перемирие с фатимидским халифом аль-Хакимом.